# Norman McAlister Gregg

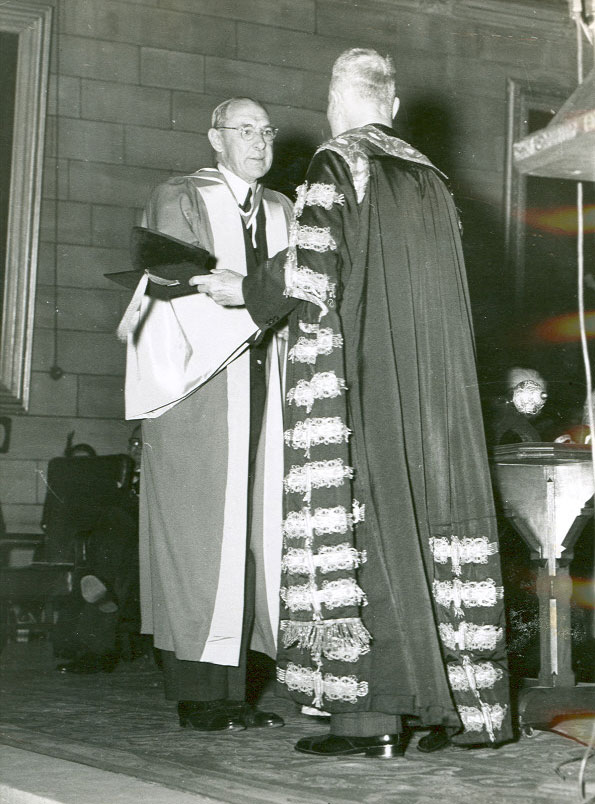
Sir Norman McAlister Gregg (links) bei der Verleihung der Ehrendoktorwürde der Universität Sydney

Sir Norman McAlister Gregg (* 7. März 1892 in Burwood, Sydney; † 27. Juli 1966) war ein australischer Augenarzt, der als Erster den Zusammenhang zwischen einer Röteln-Infektion während der Schwangerschaft und angeborenen Fehlbildungen unter anderem der Augen beim Neugeborenen entdeckte. Diese Rötelnembryofetopathie wurde nach ihm auch Gregg-Syndrom genannt.

## Leben
Gregg wurde als jüngstes von sechs Kindern des Auktionärs James Gregg und dessen Frau Mary (geborene Miller) in einem Vorort von Sydney geboren. Nach seiner schulischen Bildung an Oberschulen in Homebush und Sydney studierte er an der Universität von Sydney. Hier war Gregg nicht nur akademisch erfolgreich, sondern bewies im Cricket-Team von New-South-Wales sowie im nationalen Tennisteam auch seine sportlichen Fähigkeiten. Nur der Ausbruch des Ersten Weltkriegs verhinderte seine Teilnahme am Davis Cup für Australien.
Nach dem erstklassigen Abschluss des Medizinstudiums ging Gregg 1915 nach England und schloss sich als Lieutenant dem Royal Army Medical Corps an. Bis 1918 diente er mit dem 7. Bataillon des East Yorkshire Regiments an der Westfront. Anschließend war er noch bis März 1919 der 52. Feldambulanz zugeordnet. Zurück zu Hause arbeitete er zunächst als Assistenzarzt am Royal Prince Alfred Hospital, bevor er nach England zurückkehrte, um sich dort zum Augenarzt weiterzubilden. 1922 erhielt er sein Diplom für Augenheilkunde und -chirurgie und begann 1923 in Sydney zu praktizieren. Im selben Jahr wurde er zum Augenchirurgen am Royal Prince Alfred Hospital ernannt. Von 1925 an hatte er die gleiche Stellung auch am Royal Alexandra Hospital for Children inne. An diesen beiden Häusern wurde er 1952 beziehungsweise 1950 auch Konsiliararzt. 1923 heiratete er Haidée Magaret. Mit ihr hatte er zwei Töchter, die Krankengymnastinnen wurden.
Neben seiner ärztlichen Tätigkeit war Gregg in den frühen 1930er Jahren Präsident der Ophthalmologischen Gesellschaft von New South Wales, von 1944 bis 1945 der Ophthalmologischen Gesellschaft von Australien. In den Jahren 1940–51 hielt er Vorlesungen über Erkrankungen der Augen an der Universität von Sydney. Seit 1946 als Vizepräsident und von 1951 bis 1966 als Präsident des Krankenhausvorstands des Royal Prince Alfred Hospital betreute er bedeutende Verbesserungen zum Wohlergehen der Kinder wie die Aufhebung der eingeschränkten Besuchszeiten und eine Auflockerung der gesamten Atmosphäre zugunsten einer freundlichen, familiären Atmosphäre. Gregg war Mitbegründer des Ophtalmic Research Institut of Australia und Vizepräsident der Children’s Medical Research Foundation.

## Wirken
1941 bemerkte Gregg, dass er zwei- bis dreimal so viele Säuglinge mit angeborenem grauen Star (Katarakt) vorgestellt bekam, als aufgrund von Vererbungswahrscheinlichkeit zu erwarten gewesen wäre. Als er ein Gespräch zweier Mütter seiner Patienten in seinem Vorzimmer mitbekam, die sich über ihre Röteln-Erkrankung während der Schwangerschaft unterhielten, wurde er hellhörig. Seine Nachforschungen ergaben, dass von 78 Säuglingen, die in Sydney in den ersten Monaten des Jahres 1941 mit einer angeborenen Katarakt geboren worden waren, 68 im Mutterleib einer Röteln-Infektion ausgesetzt gewesen waren. Die Ergebnisse dieser Untersuchungen veröffentlichte er im Oktober 1941 unter dem Titel Congenital Cataract following German Measles in the Mother im Organ der Australischen Ophthalmologischen Gesellschaft. Nachdem die Beobachtungen auch in der Laienpresse veröffentlicht wurden, erhielt Gregg Anrufe von zwei Müttern, die ihm berichteten, dass sie ebenfalls während der Schwangerschaft Röteln gehabt hatten. Ihre Kinder seien taub, hätten aber sonst keine der von Gregg berichteten Fehlbildungen. Dies führte zu einer weiteren Veröffentlichung mit dem Titel Further Observations on Congenital Defects in Infants following Maternal Rubella. International wurden seine Erkenntnisse zunächst noch angezweifelt. Erst als Oliver Lancaster, vormals Arzt, später Statistiker und Epidemiologe, Greggs Daten analysierte und den Zusammenhang zwischen dem Virus und dem angeborenen Fehlbildungssyndrom als hochsignifikant nachwies, wurden sie über Australiens Grenzen hinaus anerkannt.